# Provinciale weg 479
De provinciale weg 479 (N479) is een provinciale weg in de provincie Zuid-Holland. De weg vormt een verbinding tussen de N480 ten oosten van Streefkerk en de veerstoep ter hoogte van de Lek, alwaar de veerpont richting Bergstoep vertrekt. Aan de overzijde van de Lek verloopt de N478 richting Bergambacht.
Het grootste gedeelte van de weg is uitgevoerd als tweestrooks-gebiedsontsluitingsweg met een maximumsnelheid van 80 km/h. Nabij de veerstoep is de weg ingericht als erftoegangsweg met een maximumsnelheid van 60 km/h. De weg draagt over vrijwel de gehele lengte de straatnaam Veerweg. Een klein gedeelte draagt de weg Bergstoep.

## Wegbeheer
De provincie Zuid-Holland is verantwoordelijk voor het grootste gedeelte van de weg. Enkel het gedeelte met de straatnaam Bergstoep, een dijkweg langs de Lek, wordt beheerd door het Waterschap Rivierenland.

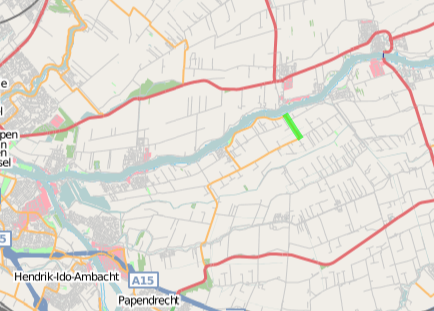
Detailkaart traject

N23 · N194 · N196 · N197 · N198 · N199 · N200 · N201 · N202 · N203 · N204 · N205 · N206 · N207 · N208 · N209 · N210 · N211 · N212 · N213 · N214 · N215 · N216 · N217 · N218 · N219 · N220 · N221 · N222 · N223 · N224 · N225 · N226 · N227 · N228 · N229 · N230 · N231 · N232 · N233 · N234 · N235 · N236 · N237 · N238 · N239 · N240 · N241 · N242 · N243 · N244 · N245 · N246 · N247 · N248 · N249 · N250 · N307

N401 · N402 · N403 · N404 · N405 · N406 · N407 · N408 · N409 · N410 · N411 · N412 · N413 · N414 · N415 · N416 · N417 · N418 · N419 · N420 · N421 · N439 · N440 · N441 · N442 · N443 · N444 · N445 · N446 · N447 · N448 · N449 · N450 · N451 · N452 · N453 · N454 · N455 · N456 · N457 · N458 · N459 · N460 · N461 · N462 · N463 · N464 · N465 · N466 · N467 · N468 · N469 · N470 · N471 · N472 · N473 · N474 · N475 · N476 · N477 · N478 · N479 · N480 · N481 · N482 · N483 · N484 · N487 · N488 · N489 · N490 · N491 · N492 · N493 · N494 · N495 · N496 · N497 · N498 · N501 · N502 · N503 · N504 · N505 · N505 (Andijk) · N506 · N507 · N508 · N509 · N510 · N511 · N512 · N513 · N514 · N515 · N516 · N517 · N518 · N519 · N520 · N521 · N522 · N523 · N524 · N525 · N526 · N527 · N806 · N830 · N848

Cursief vermelde wegen zijn voormalige Provinciale wegen